# Vurës
Le vurës [βyˈrœs] est une langue parlée par 2 000 personnes au nord du Vanuatu dans le sud-est de l’île Vanua Lava, située dans l’archipel des îles Banks. Comme toutes les langues autochtones du Vanuatu, le vurës appartient au groupe des langues océaniennes, lui-même une branche de la grande famille des langues austronésiennes. Une grammaire de cette langue et un dictionnaire ont été publiés par la linguiste Catriona Malau.

## Nom
Le nom mosina été utilisé pour désigner à la fois le vurës et une langue voisine, le mwesen (qui a parfois été considéré comme un dialecte du vurës). Le vurës a également déjà été appelé vetumboso, du nom du village où habitent la plupart de ses locuteurs (Vētuboso). Le nom vurës provient du nom d’une baie située au centre de la zone où la langue est parlée, et qui est appelée Vureas Bay par les gens étrangers à Vanua Lava.
Les locuteurs de la langue se désignent eux-mêmes comme i rege ta Vurës (« les gens de Vurës ») et appellent leur langue o qaq ta Vurës (« la langue de Vurës »), ou plus couramment simplement o qaq ta ko (« la langue d’ici ») ou o qaq ta min nēn (« notre langue »). Les gens des autres îles Banks font parfois référence au vurës comme « la langue de Vanua Lava », bien que d’autres langues soient parlées sur l’île, à savoir le vera’a, le mwesen, le lemerig (ces deux dernières étant proches de l’extinction), ainsi que le mota et le mwotlap, parlés par un certain nombre de personnes originaires de Mota et Mota Lava installées à Vanua Lava,,.

## Répartition géographique

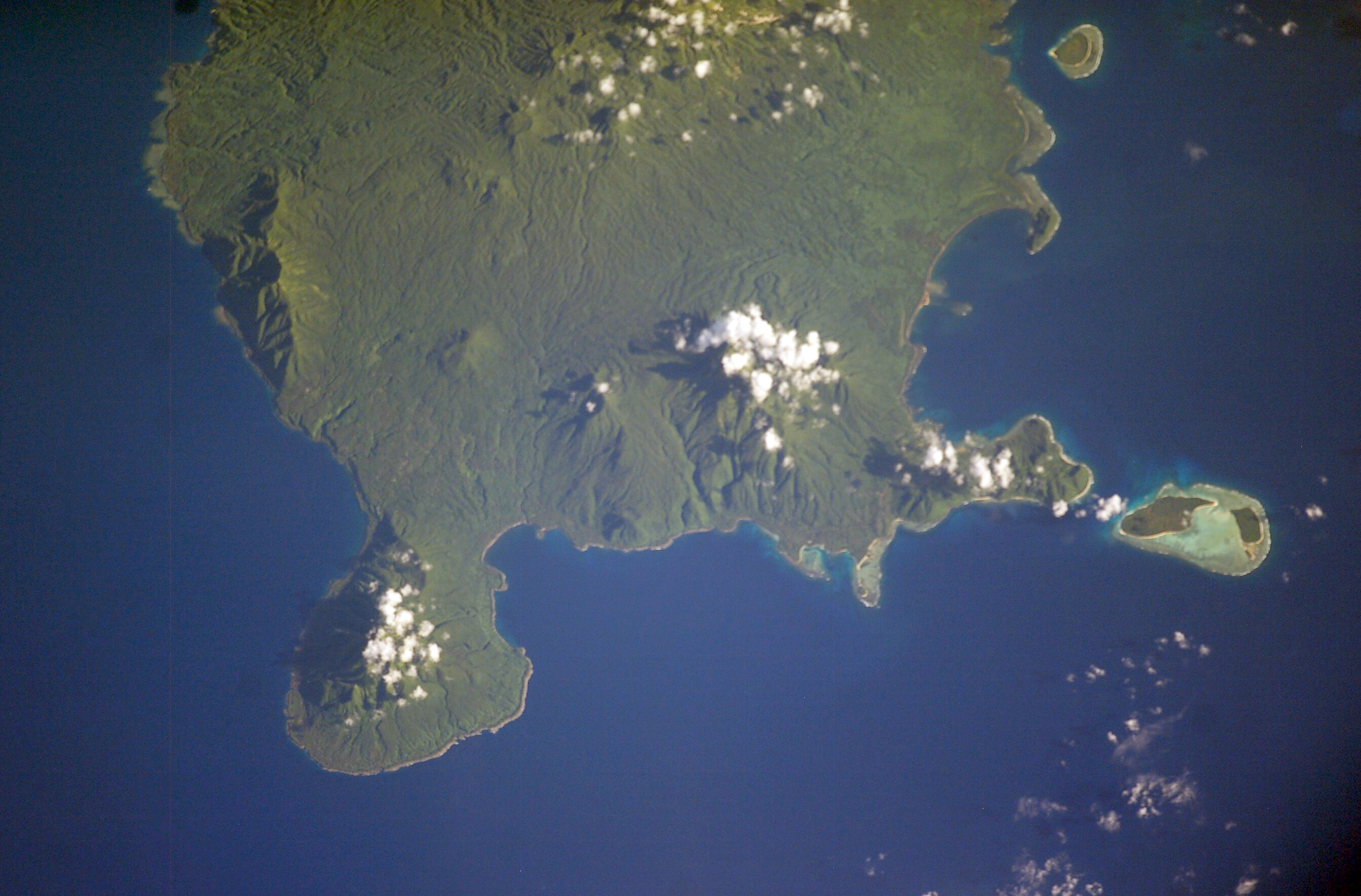
Photo satellite de la moitié sud de Vanua Lava, où le vurës est parlé.

Le vurës est parlé par environ 2 000 personnes vivant principalement dans le sud de Vanua Lava (en vurës : Vōnō Lav, « grande île »), la plus grande des îles Banks, un archipel situé dans le nord du Vanuatu. Environ la moitié des locuteurs vivent dans le village de Vētuboso. Le vurës est aussi parlé dans des villages à une ou deux heures de marche, notamment Wasag, Bōkrat et Kērēbētia, ainsi que dans d’autres hameaux de la région.
Malgré son nombre relativement réduit de locuteurs, le vurës est la plus parlée des langues de Vanua Lava et n’est pas en danger immédiat. Il est parlé par toutes les générations et est la langue la plus utilisée au quotidien dans sa communauté. Néanmoins, il n’est pas utilisé dans l’éducation, sauf dans certaines écoles maternelles, et l’anglais est la langue de l’instruction. Le bislama, la langue véhiculaire du Vanuatu, a une influence sur le vocabulaire et la structure du vurës, et est utilisé à la messe et dans toutes les réunions où des étrangers sont présents.

## Phonologie et orthographe

### Orthographe
Le vurës, étant une langue de tradition orale, n’a pas d’histoire écrite. La plupart de ses locuteurs savent lire et écrire en bislama ou en anglais, mais écrivent rarement leur langue. Une orthographe a été établie en 1999 par la linguiste Catriona Malau en consultation avec la communauté et en reprenant des conventions utilisées en mota. Néanmoins, son usage n’est pas encore très répandu dans la communauté,,.
| Lettre        | a     | b    | d    | e   | ē   | ë   | g     | h   | i   | k        | l   | m   |
| Prononciation | [a]   | [ᵐb] | [ⁿd] | [ɛ] | [e] | [œ] | [ɣ]   | [h] | [i] | [k]      | [l] | [m] |
| Lettre        | m̄     | n    | n̄    | o   | ō   | ö   | q     | s   | t   | u        | v   | w   |
| Prononciation | [ŋ͡mʷ] | [n]  | [ŋ]  | [ɔ] | [o] | [ø] | [k͡pʷ] | [s] | [t] | [y], [ʊ] | [β] | [w] |

### Voyelles
Le vurës a neuf voyelles et une diphtongue.
|             | Antérieures   | Centrale | Postérieures |
| ----------- | ------------- | -------- | ------------ |
| Fermées     | i /i/ • u /y/ |          |              |
| Mi-fermée   | ē /e/ • ö /ø/ |          | ō /o/        |
| Mi-ouvertes | e /ɛ/ • ë /œ/ |          | o /ɔ/        |
| Ouverte     |               | a /a/    |              |

La diphtongue est /i͡a/.
Les phonèmes /e/ et /o/, transcrits /ɪ/ et /ʊ/ dans d’autres travaux, sont prononcés fermés, respectivement [e̝] et [o̝].
Il existe une dixième voyelle marginale, /ʊ/, présente dans un nombre réduit de mots, la plupart empruntés au bislama et les autres probablement empruntés au mota, par exemple bulsal [ᵐbʊlˈsal] (« ami »). L’orthographe ne distingue pas /ʊ/ et /y/ et utilise ‹ u › pour les deux.

### Consonnes
Le vurës a quinze consonnes, dont des labio-vélaires et des occlusives prénasalisées que l’on retrouve dans d’autres langues de la région telles que le dorig et le mwotlap.
|                    | Bilabiales | Dentales | Alvéolaires | Vélaires | Labio-vélaires |
| ------------------ | ---------- | -------- | ----------- | -------- | -------------- |
| Occlusives sourdes |            | t /t/    |             | k /k/    | q /k͡pʷ/        |
| Occlusives sonores | b /ᵐb/     | d /ⁿd/   |             |          |                |
| Nasales            | m /m/      |          | n /n/       | n̄ /ŋ/    | m̄ /ŋ͡mʷ/        |
| Fricatives         | v /β/      |          | s /s/       | g /ɣ/    |                |
| Roulée             |            |          | r /r/       |          |                |
| Latérale           |            |          | l /l/       |          |                |
| Spirante           |            |          |             |          | w /w/          |

On trouve en plus une consonne marginale, le coup de glotte, représentée dans l’orthographe par une apostrophe et qui ne se trouve que dans le mot pour « oui » : ’e’e.
Les consonnes /t/ et /k/ sont aspirées en début de syllabe ([tʰ] et [kʰ]) et ne sont pas relâchées en fin de syllabe ([t̚] et [k̚]). La labio-vélaire /k͡pʷ/ n’est pas relâchée en fin de syllabe : [kp̚].
La fricative /β/ peut être prononcée [p̚] en fin de syllabe.

### Accentuation
Les mots sont accentués sur la dernière syllabe, mais certains mots empruntés peuvent garder leur accent d’origine.

### Syllabes
La structure des syllabes est (C)V(C) : cela implique qu’il ne peut pas y avoir plus de deux consonnes consécutives à l’intérieur d’un mot, et qu’un mot ne peut pas commencer ou finir par plus d’une consonne. Les occlusives prénasalisées /ᵐb/ et /ⁿd/ ne peuvent pas se trouver en fin de syllabe.

## Grammaire
L’ordre des mots dans la phrase est SVO (sujet-verbe-objet).

### Pronoms personnels
Le vurës distingue trois ou quatre nombres ; il fait également la distinction entre le « nous » exclusif et inclusif, mais ne différencie pas les genres (nē peut signifier aussi bien « elle » que « il »).
| Personne | Personne  | Singulier | Duel    | Pluriel      |
| -------- | --------- | --------- | ------- | ------------ |
| 1re      | exclusive | no        | kōmōrōk | kemem, kemek |
| 1re      | inclusive | —         | dōrōk   | nēn          |
| 2e       | 2e        | nēk       | kōmōrōn̄ | kēmi         |
| 3e       | 3e        | nē        | rōrō    | nēr          |

Le triel, qui désigne exactement trois individus, se forme en ajoutant le numéral töl (« trois ») après le pronom pluriel, par exemple kēmi töl (« vous trois »). Son usage n’est pas obligatoire, mais il est utilisé dans la plupart des cas.

## Exemples
| Mot    | Traduction | Prononciation |
| ------ | ---------- | ------------- |
| terre  | tan        | /tan/         |
| ciel   | tōkmeren̄   | /tokmɛrɛŋ/    |
| eau    | bē         | /ᵐbe/         |
| feu    | ev         | /ɛβ/          |
| homme  | atm̄ēn      | /atŋ͡mʷen/     |
| femme  | reqe       | /rɛk͡pʷɛ/      |
| manger | gen        | /ɣɛn/         |
| boire  | sum        | /sym/         |
| grand  | bëtutu     | /ᵐbœtyty/     |
| petit  | nötu       | /nøty/        |
| nuit   | qön̄        | /k͡pʷøŋ/       |
| jour   | meren      | /mɛrɛn/       |